# Leandro Carrijo
Leandro Carrijo da Silva (Uberaba, 3 de setembro de 1985) é um ex-futebolista brasileiro que atuava como atacante.

## Carreira
No início da época 2009/2010 foi contratado pelo South China, do campeonato chinês. Em 2010 foi contratado para jogar o Campeonato Carioca pelo Bangu.
Fez história no Fútbol Club Juárez, onde é ídolo.

## Títulos
South China
- Hong Kong Premier League: 2009–10[3]
- Copa FA de Hong Kong: 2011[3]
- Copa Da Liga de Hong Kong: 2010–11[3]

FC Juárez
- Liga de Ascenso: 2015–16

## Artilharias
- Artilheiro do Torneio Clausura de 2015[4]